# Seconda Lega 1930-1931
La Seconda Lega 1930-1931 è stata la 30ª edizione del campionato svizzero di calcio di Seconda Lega (seconda divisione).

## Stagione

### Formula
In seguito alla decisione della federazione di rinnovare il formato dei campionati, il torneo si svolge in due fasi: la prima fase prevede la finalitá di stabilire tre squadre che saranno promosse nella nuova Lega Nazionale. In questa prima fase partecipano 54 squadre suddivise in sei gironi a carattere regionale: due gironi Ovest (Svizzera romanda) composti uno da 10 squadre e uno da 9 squadre, due gironi Centrali, (Svizzera centrale) composti uno da 9 squadre e uno di 8 squadre e due gironi Est (Svizzera orientale) composti da 9 squadre ciascuno. Due punti a vittoria, uno a pareggio, zero a sconfitta. Le squadre vincitrici dei rispettivi gironi di sola andata (Est, Centrale e Ovest) si affrontano tra di loro in uno o più (in caso di pareggio) spareggi in gara unica in campo neutro per stabilire le tre squadre promosse in Prima Lega. 

## Gruppo Est 1

### Classifica finale (Prima Fase)
|  | Pos. | Squadra                | Pt | G | V | N | P | GF | GS | DR |
|  | ---- | ---------------------- | -- | - | - | - | - | -- | -- | -- |
|  | 1.   | Wohlen                 | 15 | 9 |   |   |   |    |    |    |
|  | 2.   | Locarno                | 13 | 9 |   |   |   |    |    |    |
|  | 3.   | Oerlikon               | 13 | 9 |   |   |   |    |    |    |
|  | 4.   | Blue Stars Zurigo (II) | 10 | 9 |   |   |   |    |    |    |
|  | 5.   | Baden                  | 10 | 8 |   |   |   |    |    |    |
|  | 6.   | Zurigo (II)            | 9  | 9 |   |   |   |    |    |    |
|  | 7.   | Lugano (II)            | 7  | 8 |   |   |   |    |    |    |
|  | 8.   | Young Fellows (II)     | 8  | 9 |   |   |   |    |    |    |
|  | 9.   | Seebach                | 3  | 8 |   |   |   |    |    |    |
|  | 10.  | SCI Juventus Zurigo    | 1  | 8 |   |   |   |    |    |    |

Legenda:

      Ammesso a disputare la finale regionale per partecipare al girone di ritorno di Prima Lega 1930-1931
Note:

Due punti a vittoria, uno a pareggio, zero a sconfitta.

## Gruppo Est 2

### Classifica finale (Prima Fase)
|  | Pos. | Squadra          | Pt | G | V | N | P | GF | GS | DR  |
|  | ---- | ---------------- | -- | - | - | - | - | -- | -- | --- |
|  | 1.   | Sparta Sciaffusa | 12 | 8 | 5 | 2 | 1 | 17 | 10 | +7  |
|  | 2.   | Töss             | 10 | 8 |   |   |   | 26 | 14 | +12 |
|  | 3.   | Frauenfeld       | 10 | 8 |   |   |   | 23 | 15 | +8  |
|  | 4.   | Winterthur (II)  | 10 | 8 |   |   |   | 16 | 12 | +4  |
|  | 5.   | Arbon            | 7  | 8 |   |   |   | 18 | 25 | -7  |
|  | 6.   | Romanshorn       | 7  | 8 |   |   |   | 12 | 27 | -15 |
|  | 7.   | San Gallo (II)   | 6  | 8 |   |   |   | 18 | 15 | +3  |
|  | 8.   | Veltheim         | 5  | 8 |   |   |   | 15 | 18 | -3  |
|  | 9.   | Brühl (II)       | 5  | 8 |   |   |   | 14 | 23 | -9  |

Legenda:

      Ammesso a disputare la finale regionale per partecipare al girone di ritorno di Prima Lega 1930-1931
Note:

Due punti a vittoria, uno a pareggio, zero a sconfitta.

## Finale Gruppi Est 1 e 2
- S'incontrano le due squadre vincenti i rispettivi gironi.

|        | Risultati |        | Luogo e data                 |
| ------ | --------- | ------ | ---------------------------- |
| Wohlen | 2 - 2     | Sparta | Winterthur, 21 dicembre 1930 |
|        |           |        |                              |

### Ripetizione
|        | Risultati  |        | Luogo e data                 |
| ------ | ---------- | ------ | ---------------------------- |
| Wohlen | 2 - 1(dts) | Sparta | Winterthur, 28 dicembre 1930 |
|        |            |        |                              |

## Gruppo Centrale 1

### Classifica finale (Prima Fase)
|  | Pos. | Squadra                  | Pt | G | V | N | P | GF | GS | DR |
|  | ---- | ------------------------ | -- | - | - | - | - | -- | -- | -- |
|  | 1.   | Lucerna                  | 15 | 8 |   |   |   |    |    |    |
|  | 2.   | Bienne-Boujean           | 13 | 7 |   |   |   |    |    |    |
|  | 3.   | Kickers Lucerna          | 9  | 6 |   |   |   |    |    |    |
|  | 4.   | Young Boys (II)          | 8  | 8 |   |   |   |    |    |    |
|  | 5.   | Victoria Berna           | 8  | 8 |   |   |   |    |    |    |
|  | 6.   | Bienne (II)              | 7  | 8 |   |   |   |    |    |    |
|  | 7.   | Madretsch                | 6  | 8 |   |   |   |    |    |    |
|  | 8.   | Nidau                    | 5  | 6 |   |   |   |    |    |    |
|  | 9.   | Cercle des Sports Bienne | 2  | 8 |   |   |   |    |    |    |

Legenda:

      Ammesso a disputare la finale regionale per partecipare al girone di ritorno di Prima Lega 1930-1931
Note:

Due punti a vittoria, uno a pareggio, zero a sconfitta.

## Gruppo Centrale 2

### Classifica finale (Prima Fase)
|  | Pos. | Squadra               | Pt | G | V | N | P  | GF | GS | DR  |
|  | ---- | --------------------- | -- | - | - | - | -- | -- | -- | --- |
|  | 1.   | Black Stars Basilea   | 14 | 7 |   |   |    |    |    |     |
|  | 2.   | Olten                 | 11 | 7 |   |   |    |    |    |     |
|  | 3.   | Liestal               | 8  | 8 |   |   |    |    |    |     |
|  | 4.   | Delémont              | 8  | 8 |   |   |    |    |    |     |
|  | 5.   | Nordstern (II)        | 7  | 8 |   |   |    |    |    |     |
|  | 6.   | Old Boys Basilea (II) | 6  | 8 |   |   |    |    |    |     |
|  | 7.   | Allschwil             | 5  | 7 |   |   |    |    |    |     |
|  | 8.   | Basilea (II)          | 3  | 8 | 3 | 1 | 10 | 17 | 45 | -28 |

Legenda:

      Ammesso a disputare la finale regionale per partecipare al girone di ritorno di Prima Lega 1930-1931
Note:

Due punti a vittoria, uno a pareggio, zero a sconfitta.

## Finale Gruppi Centrali 1 e 2
- S'incontrano le due squadre vincenti i rispettivi gironi.

|             | Risultati |                | Luogo e data            |
| ----------- | --------- | -------------- | ----------------------- |
| Black Stars | 0 - 0     | Bienne-Boujean | Aarau, 21 dicembre 1930 |
|             |           |                |                         |

### Ripetizione
|             | Risultati   |                | Luogo e data            |
| ----------- | ----------- | -------------- | ----------------------- |
| Black Stars | 2 - 0 (dts) | Bienne-Boujean | Berna, 28 dicembre 1930 |
|             |             |                |                         |

## Gruppo Ovest 1

### Classifica finale (Prima Fase)
|  | Pos. | Squadra             | Pt | G | V | N | P | GF | GS | DR  |
|  | ---- | ------------------- | -- | - | - | - | - | -- | -- | --- |
|  | 1.   | Monthey             | 14 | 8 | 7 | 0 | 1 | 18 | 8  | +10 |
|  | 2.   | Montreux-Sports     | 13 | 8 | 6 | 1 | 1 | 28 | 13 | +15 |
|  | 3.   | La Tour-de-Peilz    | 9  | 8 | 3 | 3 | 2 | 22 | 14 | +8  |
|  | 4.   | Servette (II)       | 9  | 8 | 4 | 1 | 3 | 19 | 12 | +7  |
|  | 5.   | Forward Morges      | 8  | 8 | 4 | 0 | 4 | 12 | 13 | -1  |
|  | 6.   | Villeneuve-Sports   | 5  | 8 | 1 | 3 | 4 | 10 | 15 | -5  |
|  | 7.   | Stade Nyonnais      | 5  | 8 | 1 | 3 | 4 | 12 | 20 | -8  |
|  | 8.   | Étoile Carouge (II) | 5  | 8 | 2 | 1 | 5 | 16 | 26 | -10 |
|  | 9.   | Renens              | 4  | 8 | 2 | 0 | 6 | 13 | 29 | -16 |

Legenda:

      Ammesso a disputare la finale regionale per partecipare al girone di ritorno di Prima Lega 1930-1931
Note:

Due punti a vittoria, uno a pareggio, zero a sconfitta.

### Classifica finale (Seconda Fase)
|  | Pos. | Squadra                 | Pt | G  | V  | N | P  | GF | GS | DR |
|  | ---- | ----------------------- | -- | -- | -- | - | -- | -- | -- | -- |
|  | 1.   | Montreux-Sports         | 27 | 18 | 13 | 1 | 4  |    |    | +  |
|  | 2.   | Servette (II)           | 21 | 18 | 9  | 3 | 6  |    |    | +  |
|  | 3.   | La Tour-de-Peilz        | 19 | 18 | 7  | 5 | 6  |    |    | +  |
|  | 4.   | Villeneuve-Sports       | 18 | 18 | 6  | 6 | 6  |    |    | +  |
|  | 5.   | Étoile Carouge (II)     | 17 | 18 | 7  | 3 | 8  |    |    | +  |
|  | 6.   | Forward Morges          | 16 | 18 | 6  | 4 | 8  |    |    | +  |
|  | 7.   | Club Athletique Ginevra | 11 | 10 | 3  | 5 | 2  |    |    | -  |
|  | 8.   | Gardy-Jonction          | 10 | 10 | 4  | 2 | 4  |    |    | -  |
|  | 9.   | Renens                  | 10 | 18 | 4  | 2 | 12 |    |    | -  |
|  | 10.  | Stade Nyonnais          | 10 | 18 | 2  | 6 | 10 |    |    | -  |
|  | 11.  | Vevey                   | 9  | 10 | 3  | 3 | 4  |    |    | -  |

Legenda:
      Promossa in Prima Lega 1931-1932.
  Partecipa ai play-off o ai play-out.
      Retrocessa in Seconda Lega 1931-1932.
Regolamento:
Due punti a vittoria, uno a pareggio, zero a sconfitta.
In caso di arrivo di due o più squadre a pari punti in testa o in coda, la graduatoria verrà stabilita in base a uno o più partite di spareggio.
Note:

## Gruppo Ovest 2

### Classifica finale (Prima Fase)
|  | Pos. | Squadra                | Pt | G | V | N | P | GF | GS | DR  |
|  | ---- | ---------------------- | -- | - | - | - | - | -- | -- | --- |
|  | 1.   | Racing Losanna         | 14 | 8 | 7 | 0 | 1 | 27 | 8  | +19 |
|  | 2.   | Stade Lausanne         | 13 | 8 | 6 | 1 | 1 | 39 | 14 | +25 |
|  | 3.   | Friburgo (II)          | 8  | 8 | 3 | 2 | 3 | 11 | 17 | -6  |
|  | 4.   | Sylva-Sports Le Locle  | 7  | 8 | 3 | 1 | 4 | 26 | 25 | +1  |
|  | 5.   | Couvet                 | 7  | 8 | 3 | 1 | 4 | 13 | 26 | -13 |
|  | 6.   | La Chaux-de-Fonds (II) | 6  | 7 | 3 | 0 | 4 | 17 | 14 | +3  |
|  | 7.   | Concordia Yverdon      | 6  | 8 | 3 | 0 | 5 | 12 | 19 | -7  |
|  | 8.   | Étoile-Sporting (II)   | 5  | 8 | 1 | 3 | 4 | 7  | 13 | -6  |
|  | 9.   | Losanna (II)           | 4  | 7 | 1 | 2 | 4 | 12 | 28 | -16 |

Legenda:

      Ammesso a disputare la finale regionale per partecipare al girone di ritorno di Prima Lega 1930-1931.
Note:

Due punti a vittoria, uno a pareggio, zero a sconfitta.

### Classifica finale (Seconda Fase)
|  | Pos. | Squadra                | Pt | G  | V  | N | P  | GF | GS | DR  |
|  | ---- | ---------------------- | -- | -- | -- | - | -- | -- | -- | --- |
|  | 1.   | Stade Lausanne         | 27 | 18 | 12 | 3 | 3  | 76 | 34 | +42 |
|  | 2.   | Sylva-Sports Le Locle  | 21 | 18 | 9  | 3 | 6  | 33 | 21 | +12 |
|  | 3.   | Concordia Basilea      | 17 | 18 | 8  | 1 | 9  | 31 | 32 | -1  |
|  | 4.   | La Chaux-de-Fonds (II) | 16 | 18 | 7  | 2 | 9  | 32 | 34 | -2  |
|  | 5.   | Étoile-Sporting (II)   | 16 | 18 | 6  | 4 | 8  | 31 | 26 | +5  |
|  | 6.   | Friburgo (II)          | 16 | 18 | 5  | 6 | 7  | 31 | 33 | -2  |
|  | 7.   | Central Friburgo       | 11 | 10 | 3  | 5 | 2  | 9  | 14 | -5  |
|  | 8.   | Couvet                 | 26 | 18 | 5  | 3 | 10 | 49 | 13 | -26 |
|  | 9.   | Losanna                | 10 | 18 | 3  | 5 | 10 | 34 | 54 | -20 |
|  | 10.  | Racing Losanna (II)    | 10 | 10 | 5  | 0 | 5  | 22 | 26 | -4  |
|  | 11.  | Fleurier               | 7  | 10 | 3  | 1 | 6  | 15 | 24 | -9  |

Legenda:
      Promossa in Prima Lega 1931-1932.
  Partecipa ai play-off o ai play-out.
      Retrocessa in Seconda Lega 1931-1932.
Regolamento:
Due punti a vittoria, uno a pareggio, zero a sconfitta.
In caso di arrivo di due o più squadre a pari punti in testa o in coda, la graduatoria verrà stabilita in base a uno o più partite di spareggio.
Note:

## Finale gruppi ovest 1 e 2
S'incontrarono le due squadre vincenti i rispettivi gironi.
|                | Risultati |                 | Luogo e data              |
| -------------- | --------- | --------------- | ------------------------- |
| Racing Losanna | 4 - 1     | Montreux-Sports | Losanna, 28 dicembre 1930 |
|                |           |                 |                           |

## Verdetti finali
- Racing Losanna, Black Stars Basilea e Wohlen sono ammesse a disputare il girone di ritorno di Prima Lega 1930-1931.